# Seyval blanc
Seyval blanc – mieszaniec międzygatunkowy winorośli, wyhodowany w 1919 roku w Saint-Vallier ze skrzyżowania odmian seibel 5656 lub seibel 4995 i seibel 4986 (rayon d'or). Z tych samych odmian uzyskano szczep seyval noir. Nazwa wywodzi się od początkowych liter nazwisk hodowców.
Proporcje gatunków w seyval blanc (według pierwszej wersji) kształtują się następująco: 43,8% Vitis vinifera + 28,1% Vitis rupestris + 12,5% Vitis berlandieri + 12,5% Vitis riparia + 3,1% Vitis lincecumii.

## Charakterystyka
Wzrost krzewów średnio silny o pokroju uporządkowanym, prostym. Liście trójklapowe, w zarysie okrągłe, błyszczące i wywinięte ku górze. Grona stożkowato-cylindryczne, średniej wielkości lub duże, zależnie od sposobu uprawy, o średniej masie około 170 g. Jagody kuliste, średniej wielkości, o masie około 1,68 g. Skórka zielonożółta, w pełni dojrzałości ze złocistobrunatnym rumieńcem. Miąższ z wyraźnym aromatem ziół i melona w zależności od miejsca i warunków uprawy.

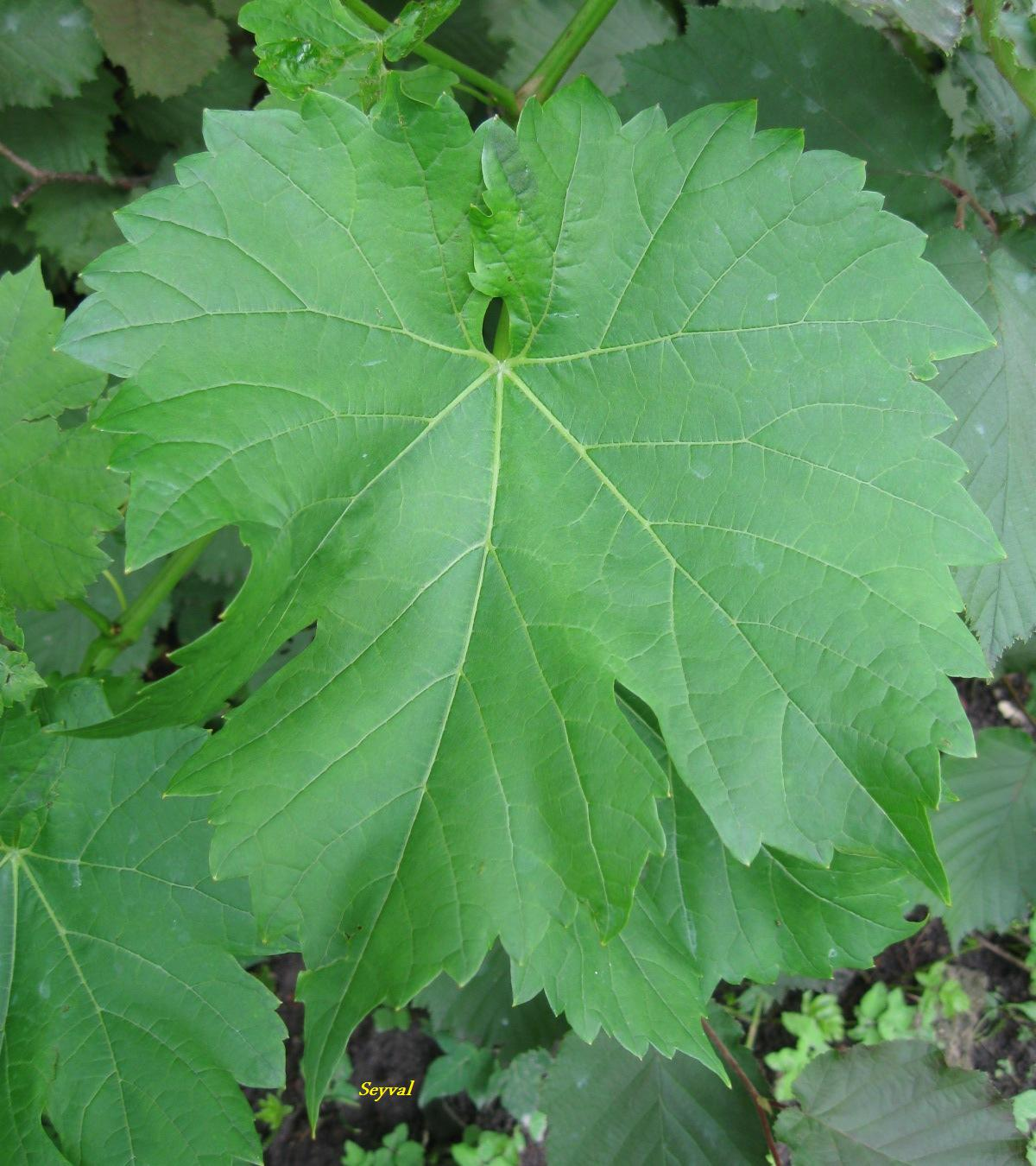
Seyval blanc – liść

Mrozoodporność wynosi do −26 °C, co pozwala na uprawę bez okrywania zimowego w polskich warunkach klimatycznych.

## Fenologia
Start wiosenny i kwitnienie średnio wczesne. Dojrzewanie owoców późne.
W polskich warunkach w pierwszej połowie października.

## Uprawa
Krzewy nie mają szczególnych wymagań co do formy prowadzenia. Najbardziej odpowiednim sposobem uprawy jest forma Casanave’a, cięta na czopki średniej długości lub krótkie. Obciążenie 6–8 pąków na 1 m² plantacji

## Choroby i szkodniki
Krzewy są wystarczająco odporne na filokserę i mogą być uprawiane na własnych korzeniach, bez szczepienia na specjalnych podkładkach.
Na dobrych stanowiskach i przy odpowiedniej agrotechnice nie wymaga ochrony chemicznej, jednak w wilgotnych latach owoce mogą być porażane przez mączniaka rzekomego.
Według badań za okres 1991/93 prowadzonych przez Instytut Hodowli Winorośli Geilweilerhof w Niemczech owoce i liście są tolerancyjne na mączniaka prawdziwego. W skali 1 do 9 (1 – brak oznak chorobowych; 9 – jagody porażone w ok. 70%, a liście prawie całkowicie) – wynik 2/2 (B/L – jagody/liście). Dla porównania: müller thurgau  B/L=9/7, a sylvaner – B/L=9/9. W czasie badań nie stosowano żadnej ochrony chemicznej.
Odporność na inne choroby podana jest w bazie danych winorośli VIVC.

## Parametry dojrzewania

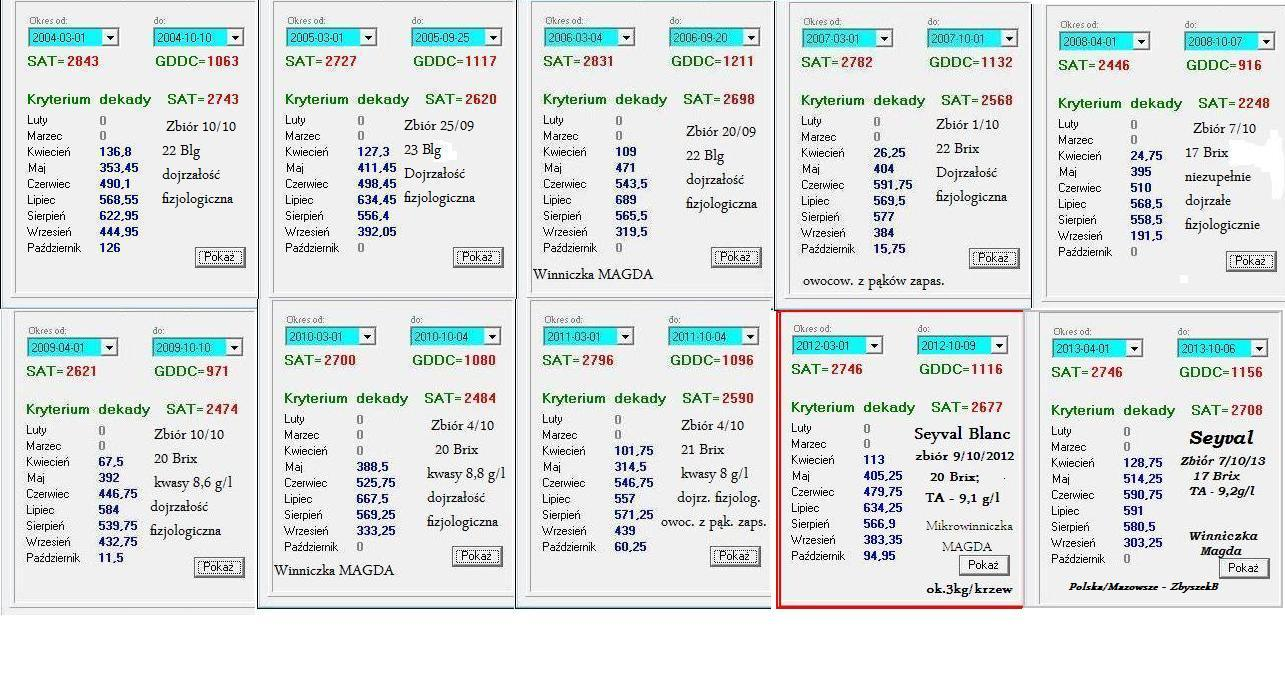
Seyval blanc – parametry dojrzewania

Odmiana ma tendencję do nadmiernego owocowania. Aby owoce mogły osiągnąć odpowiednio wysokie parametry przetwórcze wymagane jest przerzedzanie kwiatostanów lub gron we wczesnej fazie ich rozwoju. Przy amatorskiej uprawie nie stwarza to większych problemów, ale przy uprawie towarowej podraża koszty wina z tej odmiany.

## Wino
Wino o harmonijnym smaku i aromacie, należy tradycyjnie do najlepszych, jakie można uzyskać w polskich warunkach. W innych krajach popularność zyskały m.in. wina musujące produkowane z odmiany oraz niemusujące wina dojrzewające na osadzie drożdżowym (sur lie).

## Rozpowszechnienie
Największe areały upraw znajdują się w: USA (stan Nowy Jork z 151 ha w 2006 i mniejsze winnice w innych stanach) i Anglii (90 ha w 2009), gdzie seyval blanc był niegdyś najpopularniejszą odmianą winorośli. Uprawiana jest także w Kanadzie, Holandii, Szwajcarii, Danii, Francji (w 2011 około 100 ha). We Francji obszar winnic spadł ponaddziesięciokrotnie w ciągu 50 lat, gdyż odmiana nie jest ze względu na swoje pochodzenie prawnie dopuszczona do produkcji wina jakościowego.
W Polsce w lipcu 2013 winnice obsadzone seyval blanc liczyły ok. 50 ha i był to jeden z większych areałów upraw tej odmiany. Ogółem uprawy we wszystkich krajach szacowano w 2010 roku na 464 ha.